# Radek Banga
Radek Banga, vlastním jménem Radoslav Banga (* 27. března 1982 Praha), dříve také známý pod pseudonymem Gipsy, je rapper, zpěvák, textař a hudebník, který působí na české hudební scéně již od svých 13 let.

## Život

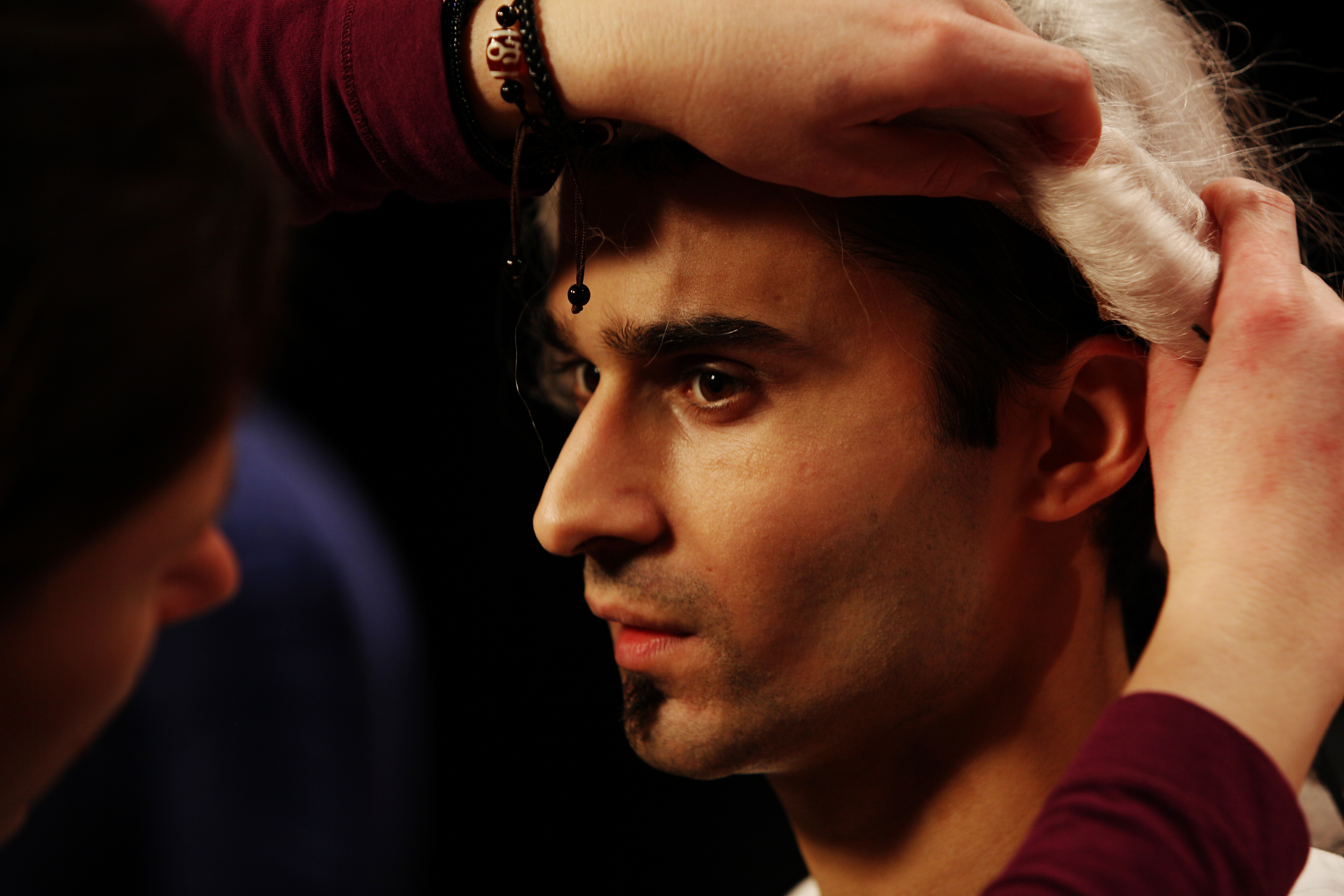
Radoslav při natáčení videoklipu Do You Wanna se svojí kapelou Gipsy.cz (2009)

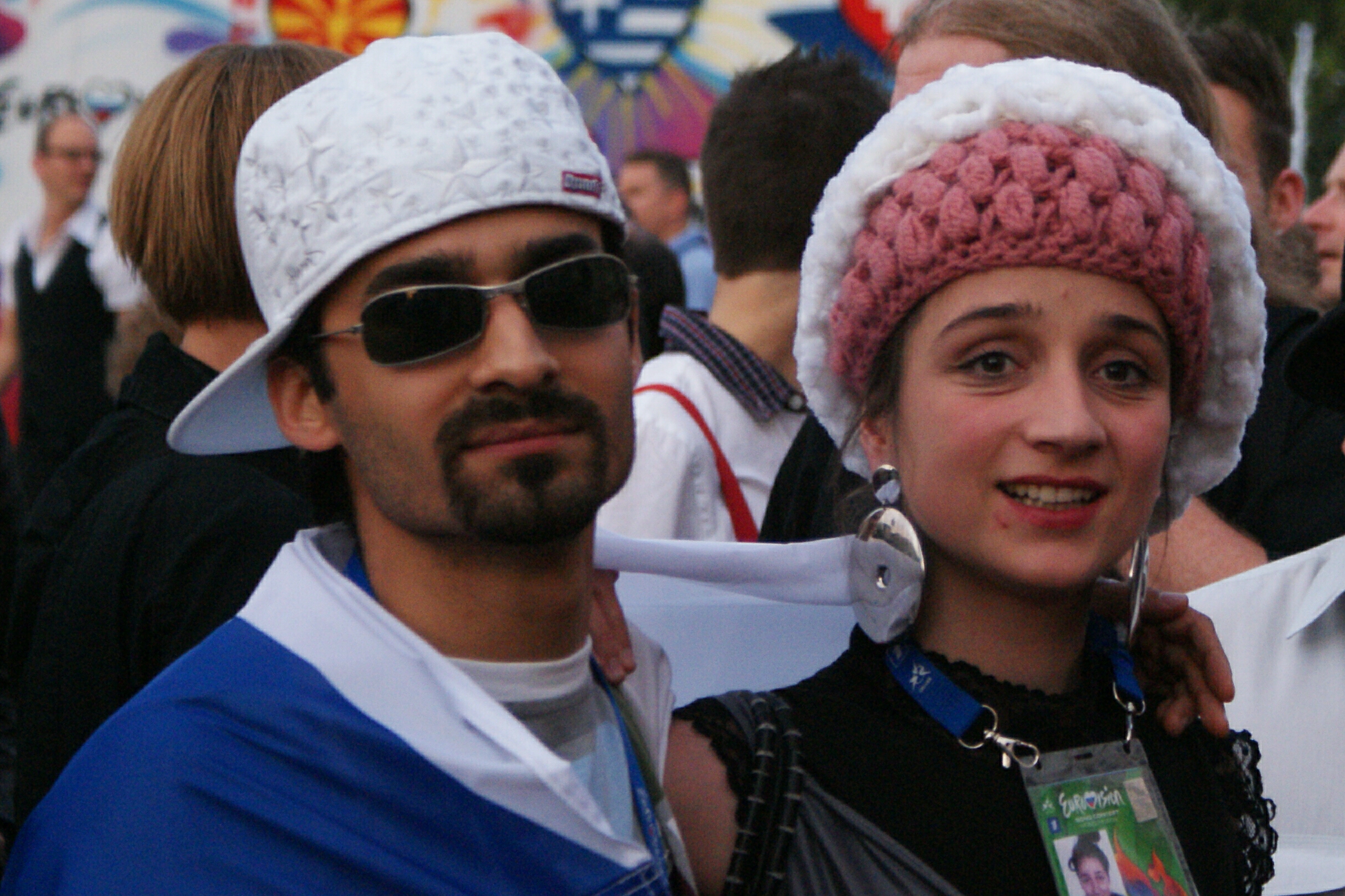
Radislav a Noemi Fialová

Již od roku 1994 se pokoušel prorazit na hudební scéně, ale se svými původními demo-snímky neuspěl. V roce 1997 se ovšem setkává s DJ Smogem a založil stejnojmennou hip-hopovou skupinu Syndrom Snopp a z party pod Paranormalz Cru se stává undergroundové vydavatelství. Na vlastní náklady začínají vydávat alba. Radoslav se stává hlavním producentem a od roku 2000 vydalo Paranormalz přes 30 alb undergroundového hip-hopu. Mezi nimi se objevují jména jako Inside Cru, Pluto, Sax, Notes From Prague, Marpo a další. Kolem roku 2000 pod jménem Ramonis působil na popové scéně, vydal album Ramonis.cz u BMG a napsal text ke skladbě Letím ke hvězdám pro první ročník soutěže Česko hledá SuperStar, ale také spolupracoval na debutové desce Busted R'n'B zpěváka Sámera Issy. Dále pod jménem Gipsy vydal R'n'B desku Rýmy a blues, kterou přiblížil tento žánr mnoha českým příznivcům rapu. V roce 2004 ovšem přichází revoluční myšlenka – spojit prvky hip-hopu, breakbeatu a funku s romským folklorem. Vzniká album Ya favourite CD Rom a později se setkává se známým romským houslistou Vojtěchem Lavičkou. Z počátku pouze vystupují naživo v rámci Gipsyho solo alba, avšak o rok později už je z experimentu čtyřčlenná skupina Gipsy.cz. V roce 2006 vydali album Romano Hip Hop a deska sklidila nevídaný úspěch.[zdroj?] Kapela získala mnoho ocenění, např. Anděl (Objev roku 2006), Filter (Koncertní kapela roku 2006) a další ceny. V roce 2007 získal Radoslav Banga prestižní cenu OSA a stal se nejúspěšnějším mladým autorem populární hudby.[zdroj?] Další album Reprezent (2008) se umístilo jako třetí nejlepší v žebříčku World Music Charts Europe. Radoslav Banga se prosadil také mimo hudební oblast a v roce 2007 se stal ambasadorem Evropského roku rovných příležitostí. Gipsy.cz si jako první česká kapela zahrála na největším festivale na světě Glastonbury. Videoklip k singlu Romano Hip Hop se hrál hojně na MTV a kapela doposud hraje po celém světě. Gipsy.cz se zúčastnilo také dvou národních kol Velké ceny Eurovize a jednoho mezinárodního.
Je prasynovcem spisovatele Dezidera Bangy.
V roce 2015 se zúčastnil taneční soutěže Stardance, kde tančil s Terezou Bufkovou. Skončili na 4. místě a vypadli těsně před finále. O rok dříve skládal písničky na nové album Hany Zagorové, písnička S tebou od Radka byla pilotním snímkem alba a stala se hitem. V roce 2021 se vydal na sólovou dráhu s albem Věci jinak pod svým vlastním jménem Radek Banga.
V roce 2024 ve svém klipu dárek vánoční oznámil že bude tatínkem a bude to holčička. V květnu 2025 se jim narodila dcera Evelin.

## Diskografie

### Syndrom Snopp
- Syndrom Snopp (1998)
- Syndrom Separace (2001)
- Syndrom Snopp 3.0 (2003)
- Syndrom Snopp Reloaded (2006)

### Gipsy (sólo)
- Ya Favourite CD Rom (2004)
- Rýmy a blues (2005)
- Autentik (2010)

### Gipsy.cz
- Romano Hip Hop (2006)
- Reprezent (2008)
- Desperado (2011)
- Upgrade (2013)

### Radek Banga (sólo)
- Ramonis.cz (2000)
- Věci jinak (2021)

## Singly

### Radek Banga
- Plán (2020)
- Navždy spolu (2020)
- Nepošli to dál (2021)
- Placebo (2021)
- Sněhová vločka (2021)
- Otázky (2023)
- Prázdný Místo (2024)
- Mimozemšťan (2024)